# FC Universidad Las Palmas
Universidad Las Palmas war ein spanischer Fußballverein aus der Stadt Las Palmas de Gran Canaria. Der 1994 gegründete Klub spielte eine Saison in der zweithöchsten spanischen Spielklasse, der Segunda División.

## Geschichte
Zusammen mit den Brüdern Morales hat Gómez Cáceres sich mit Anwälten und Studenten zusammengesetzt und im Jahr 1994 den Club "Vegueta - Universidad" gegründet.

### Die Anfänge & Aufstiege
In der Segunda Regional startete die Mannschaft. Das erste Wettbewerbs-Spiel wurde mit 0:3 gegen Arguineguín Atlético verloren. Diese Truppe bestand ausschließlich aus Hobby-Kickern. Dies gab den Verantwortlichen den Ansporn José Manuel León als Trainer zu verpflichten und ein großes Projekt ins Leben zu rufen. Zudem wurden einige gute unterklassige Spieler geholt und der Verein in "Universidad de Las Palmas CF" umbenannt. So kam es, dass die junge Mannschaft zu einem "Winner"-Team wurde und schon vier Jahre nach der Klubgründung in der Segunda División B spielte. Nur zwei Jahre später landete man in der Segunda División. In der Zweitligasaison mussten die Kanarier ein für den Profifußball taugliches Stadion vorweisen, weshalb man auf den Platz in Maspalomas ausweichen musste. Auch der Nachbarverein UD Las Palmas verweigerte dem Rivalen seine Spiele in dessen Stadion abzuhalten. Schon in der Premierensaison stieg man jedoch wieder ab.

### Fusion und letzte Jahre
In der Saison 2000/01 entschied Alfredo Morales den Clubgründer Gómez Cáceres aus dem Klub auszuschließen und sich in den größeren Club UD Las Palmas einzugliedern. Aufgrund dieser Fusion und dem Abstieg im gleichen Jahr von UD Las Palmas in die Segunda División durfte Universidad Las Palmas die Play-offs nicht spielen, die in der Saison erreicht wurden.
Dies war auch der Grund, weshalb Clubgründer Gómez Cáceres am Ende der Präsidentschaft von Morales den Club wieder übernahm. Er entschied sich für eine erneute Trennung und somit Unabhängigkeit von UD Las Palmas.
Im Sommer 2011 wurde der Verein, nachdem er wegen ausstehender Gehaltszahlungen an seine Spieler zum Zwangsabstieg in die Tercera División verurteilt wurde, aufgelöst.

## Stadion

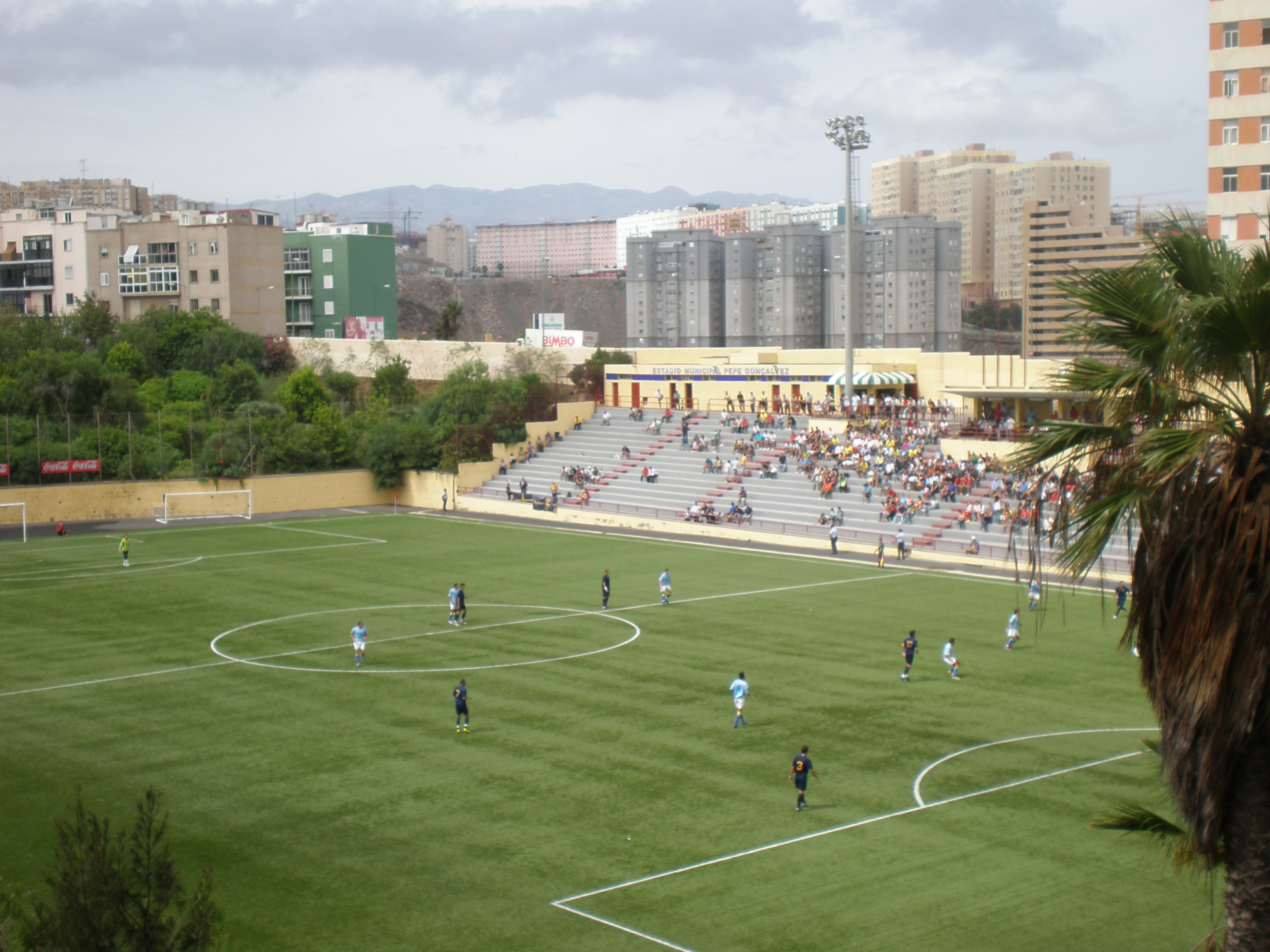
Stadion Pepe Goncalvez

Universidad Las Palmas spielte im Estadio Pepe Gonçalvez, welches eine Kapazität von 3.500 Zuschauern hat. Das Stadion wurde im Oktober 2002 eingeweiht. Das Spielfeld misst 93 × 56 Meter.

## Statistik
von 1997 bis 2011

### Platzierungen
- 1997/98: Tercera División Platz 1
- 1998/99: Segunda División B Platz 2
- 1999/2000: Segunda División B Platz 1 (Aufstieg in 2. Liga)
- 2000/01: Segunda División Platz 20 (Abstieg in 2. Liga B)
- 2001/02: Segunda División B Platz 20
- 2002/03: Segunda División B Platz 1 (Play-Offs gescheitert)
- 2003/04: Segunda División B Platz 10
- 2004/05: Segunda División B Platz 2 (Play-Offs gescheitert)
- 2005/06: Segunda División B Platz 1 (Play-Offs gescheitert)
- 2006/07: Segunda División B Platz 4 (Play-Offs gescheitert)
- 2007/08: Segunda División B Platz 6
- 2008/09: Segunda División B Platz 12
- 2009/10: Segunda División B Platz 4
- 2010/11: Segunda División B Platz 5

### Ligenzugehörigkeit
- Spielzeiten Liga 1: 0
- Spielzeiten Liga 2: 1
- Spielzeiten Liga 2B: 12
- Spielzeiten Liga 3: 1

## Erfolge
- Aufstieg in Segunda División B in der Saison 1997/98
- Aufstieg in Segunda División in der Saison 1999/2000